# Shanica Knowles
Shanica Knowles, född 17 november 1988, är en amerikansk skådespelerska. Hon är bäst känd för sin roll som Amber Addison i TV-serien Hannah Montana.
Shanica är släkt med Beyoncé Knowles.

## Filmografi
- 2005 - Unfabulous (3 avsnitt, som Vanessa)
- 2006 - Super Sweet 16: The Movie (som Sierra)
- 2006-2008 - Hannah Montana (8 avsnitt, som Amber Addison)
- 2007 - Jump In!